# 達路·烏茂
達路·烏茂（1871年—1952年），漢人稱太達祿、大打祿，日本名伊波幸太郎，漢名趙明政，臺灣原住民賽夏族大隘社頭目，也是北賽夏族最後一位總頭目，曾參與北埔事件、霞喀羅戰役。

## 生平

### 在大隘社中的角色
1900年代前後，達路·烏茂是北賽夏族大隘社中最有勢力的頭目，以驍勇善戰、善於狩獵聞名。他出身北賽夏族的趙姓（賽夏語：Tawtawazay）；趙姓世代為敵首祭的主祭姓氏家族，達路·烏茂當時負責保管獵首專用的火器袋（賽夏語：tinato）。

### 北埔事件
1907年11月15日，客家人蔡清琳起事攻擊日本人，達路·烏茂在他的勸說下加入，率大隘社青年進攻新竹廳北埔支廳，史稱「北埔事件」。行動失敗後，達路·烏茂逃往山區，遭圍捕後投降。達路·烏茂及其他10名族人被判死刑，但因他與上坪派出所日本籍巡查田桑是好友，警方以死囚替換，放了他一條生路。

### 霞喀羅事件
1917年，泰雅族霞喀羅群羅卡火社（luaxkhu）、野馬敢社及基那吉群田埔社襲擊賽夏族部落，警方派人支援，鎮壓霞喀羅四社，史稱「第一次霞喀羅戰役」。
達路·烏茂的一個女兒迪瓦斯·達路，嫁給了北埔中興庄客家人李傳慶之子李金文，改漢名李豆。1920年（大正9年）10月8日，李傅慶之妻李徐新妹，帶著女兒及媳婦迪瓦斯·達路採茶時，遭遇霞喀羅群的泰雅族人出草，李徐新妹與迪瓦斯·達路遭獵首而死，只有李傳慶之女逃出。達路·烏茂的長子伊彎·達路（漢名趙興華）隨後率領族人追擊兇手，在泰雅族白蘭社（askwalan，今新竹縣五峰鄉桃山村西北側）附近擊殺兩人。經過白蘭社指認，其兇手來自於泰雅族霞喀羅群，達路·烏茂帶著族人，破壞霞喀羅群的水源，要求他們交出兇手。但是兇手已逃往霧社部落，霞喀羅群無法交人，兩族開始陷入相互仇殺，史稱「李豆事件」。。警察當局當時實施「以蕃制蕃」政策，分別向兩邊部落提供槍枝，擴大雙方矛盾。當年12月，警方動員賽夏族及泰雅族各部落，進攻霞喀羅群，霞喀羅群四社隨後逃往深山。
1921年，警察當局開鑿霞喀羅警備道及薩克亞金警備道，沿途設置警備駐在所；霞喀羅群各社只能以游擊戰方式在山區生活。警方利用雙方恩怨，聯絡賽夏族及泰雅族各社，組成奇襲隊，輪番攻擊霞喀羅群，史稱「第二次霞喀羅戰役」。因「李豆事件」影響，達路·烏茂及大隘社在其中出力不少。
1926年，經6年戰鬥，霞喀羅群決定投降。由新竹州知事及臺灣總督府理蕃課長出面，召集當地各部落代表見證，包括賽夏族及泰雅族人；參與者在桃山清泉部落埋石立誓，約定以後不再以獵首祭祀。

### 霧社事件
1930年10月27日，霧社事件爆發。日軍利用賽夏族與泰雅族之間的恩怨，命令達路·烏茂派遣族人潛入霧社部落，作為日軍內應，協助平定此事變。

### 其他及晚年
達路·烏茂與日本官方友好，長期擔任日本人類學家的報導人，曾接待學者古野清人進行人類學調查，及協助音樂學家黑澤隆朝進行民族音樂調查。 在皇民化運動時，他改日本名伊波幸太郎。
1945年日本投降後，國民政府派員接收臺灣；他改漢名趙明政。
1951年，其子趙興華受官方委任為當地行政長官；父子倆曾受總統蔣中正邀請接見。